# A.S. Handball Albatro Siracusa 2014-2015

## Stagione
L'Albatro Teamnetwork Siracusa partecipa nella stagione 2014-2015 al campionato di Serie A1. Al termine della stagione regolare, otterrà l'accesso ai paly-off scudetto.

## Rosa
| N° | Naz.                            | Ruolo | Sportivo               | Anno |  |  |
| -- | ------------------------------- | ----- | ---------------------- | ---- |  |  |
| 12 | Uruguay (bandiera)              | P     | Manuel Adler           | 1992 |  |  |
| 32 | Italia (bandiera)               | P     | Alessandro Vasquez     | 1981 |  |  |
| 32 | Italia (bandiera)               | P     | Angelo Mincella        | 1976 |  |  |
| 70 | Tunisia (bandiera)              | P     | Ben Hamida Mohamed Alì | 1997 |  |  |
| 8  | Italia (bandiera)               | T     | Mattia Calvo           | 1990 |  |  |
| 9  | Italia (bandiera)               | A     | Perpaolo Ragusa        | 1978 |  |  |
| 26 | Bosnia ed Erzegovina (bandiera) | PV    | Dinko Dedovic          | 1992 |  |  |
| 11 | Italia (bandiera)               | A     | Andrea Calvo           | 1987 |  |  |
| 23 | Italia (bandiera)               | PV    | Luca Greco             | 1985 |  |  |
| 25 | Italia (bandiera)               | A     | Roberto Conigliaro     | 1984 |  |  |
| 27 | Italia (bandiera)               | A     | Gabriele Di Stefano    | 1991 |  |  |
| 77 | Argentina (bandiera)            | T     | Luciano Brancaforte    | 1990 |  |  |

- Allenatore: Giuseppe Vinci